# Eucyclogobius newberryi
Eucyclogobius newberryi es una especie de peces de la familia de los Gobiidae en el orden de los Perciformes.

## Morfología
Los machos pueden llegar a alcanzar los 5,7 cm de longitud total.

## Reproducción
Es ovíparo los machos construyen madrigueras de nidificación.

## Depredadores
En los Estados Unidos es depredado por Xenopus laevis .

## Hábitat
Es un pez de clima subtropical y demersal.

## Distribución geográfica
Se encuentra en el Pacífico oriental: California.

## Observaciones
Es inofensivo para los humanos.